# Géza von Cziffra
Géza von Cziffra, född 19 december 1900 i Arad, Österrike-Ungern (nu Rumänien), död 28 april 1989 i Diessen am Ammersee, Bayern, Västtyskland, var en österrikisk-ungersk-tysk filmregissör, manusförfattare och journalist. Hans födelseort låg vid tiden i Banatet som då hade en stor tysktalande befolkning. Géza von Cziffra började arbeta inom film på 1920-talet samtidigt som han var journalist på Berliner Tageblatt, men blev filmarbetare mer på allvar först i början av 1930-talet. Han var först regiassistent, men övergick snabbt till filmmanus och regi. Hans föredragna genre var komedier och underhållningsfilmer. Han var verksam in på 1980-talet, under de senare åren ofta under pseudonym. 

## Filmografi, urval
- 1936 – Där lärkan sjunger (manus)
- 1939 – Det var en berusande balnatt (manus)
- 1940 – Isabel och kärleken (manus)
- 1940 – Det fattas en karl (manus)
- 1941 – En natt i Siebenbürgen (manus)
- 1943 – Den vita drömmen (manus och regi)
- 1943 – Kvinnor är inga änglar (manus)
- 1943 – Storstadsmelodi (manus)
- 1948 – Den himmelska valsen (manus och regi)
- 1952 – Dansande stjärnor (manus och regi)
- 1955 – Autostradaligan (manus och regi)